# Fighting (álbum)
Fighting es el quinto álbum de estudio de la banda irlandesa de hard rock Thin Lizzy, lanzado en 1975. El sonido del álbum combina hard rock, folk, pop y rhythm and blues. El disco es el cimiento de lo que sería su gran éxito Jailbreak.
El guitarrista de Europe John Norum hizo una versión de "Wild One" para su álbum de 1987 Total Control. Europe versionó "Suicide" en su álbum en directo de 2008 Almost Unplugged.

## Lista de canciones
1. "Rosalie" (Bob Seger) – 3:11
2. "For Those Who Love to Live" (Brian Downey, Phil Lynott) – 3:08
3. "Suicide" (Lynott) – 5:12
4. "Wild One" (Lynott) – 4:18
5. "Fighting My Way Back" (Lynott) – 3:12
6. "King's Vengeance" (Scott Gorham, Lynott) – 4:08
7. "Spirit Slips Away" (Lynott) – 4:35
8. "Silver Dollar" (Brian Robertson) – 3:26
9. "Freedom Song" (Gorham, Lynott) – 3:32
10. "Ballad of a Hard Man" (Gorham) – 3:14

### Sencillos
- "Rosalie" / "Half Caste" - 27 de junio de 1975
- "Wild One" / "For Those Who Love to Live" - 17 de octubre de 1975

En Estados Unidos y Canadá, "Wild One" aparece con el título de "Freedom Song" como cara B y en Grecia con "Rosalie" como cara B.

## Personal
- Brian Downey - batería, percusión
- Scott Gorham - guitarra
- Phil Lynott - bajo, voz, guitarra acústica en "Wild One"
- Brian Robertson - guitarra, coros

Con:
- Roger Chapman (de Family) - coros en "Rosalie"
- Ian McLagan (de The Faces) - piano en "Silver Dollar"